# تهدید (فیلم ۱۹۷۳)
تهدید (به هندی: Dhamkee) فیلمی هندی محصول سال ۱۹۷۳ و به کارگردانی کالپاتارو است. در این فیلم بازیگرانی همچون وینود کانا، کوم کوم، سوبهاش گای، هلن و رانجیت ایفای نقش کرده‌اند.